# 楊恭
楊恭（1437年—？），字克敬，陝西鳳翔府岐山縣人，明朝政治人物。進士出身。

## 生平
陝西鄉試第四十七名。天順八年（1464年）甲申科會試第二百二十一名，殿試登進士第三甲第十四名。

## 家族
曾祖楊清。祖父楊賢。父亲楊復榮。